# Fabien Fontas
Fabien Fontas (né le 8 mars 1977) est un joueur français de Scrabble licencié au club du Bouscat (Gironde). Il remporte le Championnat de France de Scrabble duplicate le 31 mai 2009 à La Rochelle, ex aequo avec Jean-François Lachaud.

## Biographie
Fabien Fontas commence le scrabble à l'âge de 11 ans, initié par son professeur de Mathématiques de l'époque, Michel Fraboulet. Ce n'est qu'en 1997 - à l'âge de 20 ans - qu'il se révèle : lors du Championnat de France à Épinal, il termine 18e du classement général et remporte les titres individuel et blitz en 3e série. Cette performance lui permet d'être pour la première fois retenu en équipe de France de Scrabble, performance rare pour un joueur de 3e série.
En 2001, il remporte son premier titre majeur : le Championnat du Monde par paires associé à Antonin Michel.
En 2002, il décroche le Défi Mondial, épreuve préalable aux Championnats du Monde et regroupant tous les champions nationaux, en se défaisant en tête-à-tête de Jean-François Lachaud. En septembre 2002, il rentre dans le cercle restreint des joueurs ayant remporté un tournoi au top grâce à sa victoire à Crépy-en-Valois.
En 2008, il termine vice-champion de France de Scrabble duplicate à Besançon et vice-champion de parties originales à Aix-Les-Bains.
En 2009, il est Champion de France duplicate partagé avec Jean-François Lachaud, les deux joueurs n'ayant pas souhaité avoir recours au départage après un long mano a mano.
En 2009, au sein de l'équipe élite du Club du Bouscat, il devient vice-champion d’Europe Interclubs, après une finale à rebondissements face à l'équipe de Saint-Leu.
En 2011, il est pour la première fois champion de France Interclubs, puis champion d'Europe Interclubs avec son club du Bouscat. Ces titres seront suivis de plusieurs autres dans les années 2010, l'équipe du Bouscat enregistrant à ce jour six titres français et quatre titres européens.
Fabien Fontas jouera beaucoup moins en individuel dans les années 2010, s'illustrant surtout aux épreuves interclubs ou aux épreuves par paires. Il décroche ainsi plusieurs titres notables en paire :
- 2 nouveaux titres de champion du Monde (2010 à Montpellier avec Hugo Delafontaine, 2022 à Louvain-La-Neuve avec Fabien Leroy) après celui de 2001 à La Rochelle avec Antonin Michel
- 2 titres de champion de France avec Franck Maniquant (2018, 2019)

En 2019 il obtiendra néanmoins de bons résultats individuels au festival du grand Chelem d'Aix Les Bains avec une 3e place au tournoi original et une 3e place au tournoi principal.
Après presque deux années sans jouer en raison de la pandémie, il devient en 2022 Vice-champion du monde à Louvain-La-Neuve derrière Thierry Chincholle. 
Fabien Fontas est actuellement[Quand ?] 4e joueur français et 6e joueur francophone.
Parallèlement à son activité de joueur, il a participé à la vie de la Fédération Française de Scrabble. Il a fait partie du bureau directeur de la fédération de 2004 à 2007 et a présidé le groupe de travail Duplitop, logiciel d'arbitrage de référence de scrabble duplicate.

## Palmarès
- Champion de France individuel : 2009 (ex-aequo avec Jean-François Lachaud)
- Champion du Monde par paires : 2001 (avec Antonin Michel), 2010 (avec Hugo Delafontaine), 2022 (avec Fabien Leroy)
- Vainqueur du Défi Mondial : 2002
- Champion de France par paires  :  2018, 2019 (avec Franck Maniquant)
- Champion régional (Aquitaine) :  1998, 1999, 2000, 2002, 2012
- Champion de France Interclubs (avec l'équipe du Bouscat) : 2011, 2012, 2014, 2017, 2018, 2022
- Champion d'Europe Interclubs (avec l'équipe du Bouscat) : 2011, 2012, 2016, 2018
- Vice-champion de France 2008
- Vice-champion du Monde 2022[1]